# Bakrie & Brothers
Bakrie & Brothers ou Bakrie Group est une conglomérat indonésien présent notamment dans l'exploitation de palmier à huile, les plantations de caoutchouc, l'extraction de charbon et d'hydrocarbure. Il possède également une participation majoritaire dans Lapindo Brantas, filiale impliquée dans le Volcan de boue de Sidoarjo. L'entreprise a été créé en 1942.